# انیاشوارا دوبره-بلان
انیاشوارا دوبره-بلان (انگلیسی: Anișoara Dobre-Bălan؛ زادهٔ ۱ july ۱۹۶۶ (۵۸ سال)) ورزشکار روئینگ اهل رومانی است.
وی در مسابقات کشوری و بین‌المللی در مجموع برندهٔ ۱ مدال طلا، ۳ مدال نقره، ۳ مدال برنز شده‌است.